# 中尾純利
中尾 純利（なかお すみとし、1903年2月25日 - 1960年4月26日）は日本のパイロットである。1939年（昭和14年）8月、世界一周親善飛行を行った純国産機、「ニッポン号」の機長を務めた。

## 経歴
1903年（明治36年）、鹿児島県出水郡阿久根村（現在の阿久根市）に生まれた。所沢陸軍飛行学校を委託生として卒業し、三菱重工業のテストパイロットとなった。1928年（昭和3年）には日本陸軍の次期戦闘機の競争試作に応募した陸軍三菱隼型試作戦闘機（1MF2）を操縦し、所沢飛行場での試験飛行で急降下中にパラソル翼が機体から外れ、中尾はパラシュートを使って脱出した。これが日本における航空機からの最初のパラシュート脱出の記録となった。
1939年（昭和14年）、毎日新聞社が企画した世界一周親善飛行のパイロットに選ばれ、同年8月26日、羽田飛行場を出発し、5大陸20か国を所要日数56日、実飛行時間194時間の飛行に成功した。
朝鮮戦争勃発後、秘密裡に米軍に雇用され、航空交通管制を学んだ後、米軍機に乗って米軍人や軍需物資の輸送を行った。中尾を中心に集められた民間航空出身者（石田功、後藤安仁、瀬川五郎、宮原彰義、前嶋久光、三堀美男、山口登）は、戦前おもに中国大陸や台湾、東南アジアを飛んでいた熟練パイロットで、山中での夜間飛行が苦手だった米軍パイロットに代わって人選された。戦後、日本の民間航空の復活が西ドイツより2年も早かったのは、中尾らの米軍協力を材料に、松尾静磨が占領軍（GHQ）に対して強く掛け合った結果であるという。
日本の独立が回復した1952年（昭和27年）、中尾は東京国際空港の初代空港長となった。また、中尾と共に朝鮮戦争に従事した他のメンバー7名も、その後は全日空や日航の機長となって後輩の育成に努めたほか、各航空会社の専務取締役、常務取締役に就任している。

## 関連図書
- マンガふるさとの偉人「ニッポン号世界を飛ぶ ～日本初、国産機で世界一周を成し遂げた中尾純利～」 発行 鹿児島県阿久根市 2024年3月 https://www.bgf.or.jp/bgmanga/337/